# 골 2: 꿈을 향해 뛰어라
골 2: 꿈을 향해 뛰어라(Goal! 2: Living the Dream)은 영국의 영화이다. 골! 시리즈의 삼부작중 두 번째 작품이며, 축구 팀인 레알 마드리드를 배경으로 하고 있다. 2007년 개봉하였다.

## 등장인물
- 쿠노 베커 - 산티아고 뮤네즈 역
- 스티븐 딜런 - 글렌 포이 역
- 알레산드로 니볼라 - 개빈 해리스 역
- 애나 프리얼 - 로즈 하미슨 역
- 닉 캐넌 - TJ 하퍼 역
- 엘리자베스 페냐 - 로사 마리아 역
- 리오노어 바렐라 - 조르다나 역
- 루트거 하우어 - 루디 판데르 메르베 감독 역

### 카메오
실제로 많은 축구 선수들이 카메오로 출연하였다.
| - 데이비드 베컴 - 카를로스 산체스 - 줄리우 바프티스타 - 에밀리오 부트라게뇨 - 이케르 카시야스 - 토마스 그라베센 - 구티 - 스티브 맥마너만 - 알프레도 디 스테파노 - 파블로 가르시아 - 이반 엘게라 - 프란시스코 파본 - 플로렌티노 페레즈 - 세르히오 라모스 - 라울 곤살레스 - 라울 브라보 - 호비뉴 - 스테펜 이베르센 - 크리스테르 바스마 | - 프레드락 도르데비치 - 호나우두 - 미첼 살가도 - 조너선 우드게이트 - 지네딘 지단 - 티에리 앙리 - 세스크 파브레가스 - 호세 안토니오 레예스 - 프레드리크 융베리 - 옌스 레만 - 알략산드르 흘렙 - 시시뉴 - 셰이 기븐 - 로베르 피레스 - 호나우지뉴 - 사뮈엘 에토 - 마크 곤살레스 - 에스펜 욘센 | - 리오넬 메시 - 빅토르 발데스 - 산티아고 카니사레스 - 다비드 비야 - 비센테 로드리게스 - 주니뉴 페르남부카누 - 그레고리 쿠페 - 히바우두 - 스테파노 파리나 - 아르센 벵거 - 로베르토 솔다도 - 디에고 로페스 로드리게스 - 마하마두 디아라 - 라파엘 마르케스 - 호베르투 카를루스 - 미카엘 도르신 - 로빈 판 페르시 |